# FIVB World Tour 1991/92
De FIVB World Tour 1991/92 vond plaats tussen maart 1991 en februari 1992. De derde editie van de internationale beachvolleybalcompetitie telde zeven toernooien en was enkel voor mannen. De competitie werd voor de derde keer gewonnen door de Amerikanen Randy Stoklos en Sinjin Smith.

## Kalender
| #  | Plaats         | Categorie | Geslacht | Datum                     | Prijzengeld |
| -- | -------------- | --------- | -------- | ------------------------- | ----------- |
| 1. | Sydney         | Open      | mannen   | 14 – 17 maart 1991        | $50.000     |
| 2. | Yokohama       | Open      | mannen   | 20 – 21 juli 1991         | $50.000     |
| 3. | Cap d'Agde     | Open      | mannen   | 25 – 28 juli 1991         | $50.000     |
| 4. | Cattolica      | Open      | mannen   | 29 juli – 4 augustus 1991 | $50.000     |
| 5. | Almería        | Open      | mannen   | 7 – 11 augustus 1991      | $50.000     |
| 6. | Sydney         | Open      | mannen   | 15 – 19 januari 1992      | $50.000     |
| 7. | Rio de Janeiro | Open      | mannen   | 19 – 23 februari 1992     | $100.000    |

## Resultaten

### Sydney Open
Van 14 tot en met 17 maart 1991
| Rang | Team                                      |
| ---- | ----------------------------------------- |
| 1    | Randy Stoklos / Sinjin Smith              |
| 2    | André Lima / Guilherme Marques            |
| 3    | Roberto Lopes / Franco Neto               |
| 4    | Jean-Philippe Jodard / Christian Penigaud |
| 5    | Roger Clark / Wally Goodrick              |
| 6    | Andrea Ghiurghi / Dio Lequaglie           |
| 7    | Andrew Burdin / Julien Prosser            |
| 8    | Nicola Grigolo / Riccardo Marchiori       |

### Yokohama Open
Van 20 tot en met 21 juli 1991
| Rang | Team                                      |
| ---- | ----------------------------------------- |
| 1    | Al Janc / Tim Walmer                      |
| 2    | André Lima / Guilherme Marques            |
| 3    | Andrew Burdin / Julien Prosser            |
| 4    | Gianni Mascagna / Marco Solustri          |
| 5    | Jean-Philippe Jodard / Christian Penigaud |
| 6    | Yasunori Kumada / Eizaburo Mitsuhashi     |
| 7    | Manuel Berenguel / José Yuste             |
| 8    | Yasumasu Tanaka / Kazufumi Yamamoto       |

### Cap d'Agde Open
Van 25 tot en met 28 juli 1991
| Rang | Team                                      |
| ---- | ----------------------------------------- |
| 1    | John Eddo / Leif Hanson                   |
| 2    | Andrea Ghiurghi / Dio Lequaglie           |
| 3    | André Lima / Guilherme Marques            |
| 4    | Jean-Philippe Jodard / Christian Penigaud |
| 5    | Jan Kvalheim / Bjørn Maaseide             |
| 6    | Jean Gaston / Olivier Rossard             |
| 7    | Andrew Burdin / Julien Prosser            |
| 8    | Burkhard Sude / Christian Voss            |

### Cattolica Open
Van 29 juli tot en met 4 augustus 1991
| Rang | Team                                      |
| ---- | ----------------------------------------- |
| 1    | Randy Stoklos / Sinjin Smith              |
| 2    | John Eddo / Leif Hanson                   |
| 3    | André Lima / Guilherme Marques            |
| 4    | Gianni Mascagna / Marco Solustri          |
| 5    | Jean-Philippe Jodard / Christian Penigaud |
| 6    | John Child / Eddie Drakich                |
| 7    | Anthony Curci / Bill Suwara               |
| 8    | Franco Bertoli / Fabio Fullo              |

### Almería Open
Van 7 tot en met 8 augustus 1991
| Rang | Team                                      |
| ---- | ----------------------------------------- |
| 1    | Jean-Philippe Jodard / Christian Penigaud |
| 2    | Marlos Cogo / Marco Tulio                 |
| 3    | André Lima / Guilherme Marques            |
| 4    | Eduardo Garrido / Roberto Moreira         |
| 5    | John Eddo / Leif Hanson                   |
| 6    | Sixto Jiménez / Benjamin Vicedo           |
| 7    | Andrea Ghiurghi / Dio Lequaglie           |
| 8    | Haucke Braack / Frank Mackerodt           |

### Sydney Open
Van 15 tot en met 19 januari 1992
| Rang | Team                                      |
| ---- | ----------------------------------------- |
| 1    | Randy Stoklos / Sinjin Smith              |
| 2    | André Lima / Guilherme Marques            |
| 3    | Roberto Lopes / Franco Neto               |
| 4    | Andrew Burdin / Julien Prosser            |
| 5    | George Carey / Anthony Curci              |
| 6    | Jean-Philippe Jodard / Christian Penigaud |
| 7    | Paul Smith / Bruce Surman                 |
| 8    | Andrea Ghiurghi / Dio Lequaglie           |

### Rio de Janeiro Open
Van 19 tot en met 23 februari 1992
| Rang | Team                                |
| ---- | ----------------------------------- |
| 1    | Randy Stoklos / Sinjin Smith        |
| 2    | Paulão Moreira / Paulo Emilio Silva |
| 3    | Eduardo Garrido / Roberto Moreira   |
| 4    | Eduardo Bacil / Nilo Chavarry       |
| 5    | Zé Marco / Dennys Paredes           |
| 5    | André Lima / Guilherme Marques      |
| 7    | Andrew Burdin / Julien Prosser      |
| 7    | Roberto Lopes / Franco Neto         |

## Prijzen
| Winnaar FIVB World Tour      |
| ---------------------------- |
| Randy Stoklos / Sinjin Smith |